# Paolo Sorrentino
Paolo Sorrentino (Nápoles, 31 de mayo de 1970) es un director de cine, guionista y escritor italiano. En 2024 dirigió la película Parthenope, en la que trabajó también como guionista y productor, un homenaje a su Nápoles natal.

## Biografía
Sorrentino nació en Nápoles. Su padre era director de banco y su madre ama de casa. Junto con sus hermanos Marco y Daniela, sufrió la repentina pérdida de sus padres cuando tenía 16 años a causa de una fuga de monóxido de carbono en su casa de vacaciones en la montaña de Roccaraso. Después del colegio, comienza a estudiar economía y comercio en la universidad de Nápoles Federico II, pero a los 25 años abandonó esos estudios para dedicarse al cine.
Está casado con la periodista Daniela D'Antonio y tiene dos hijos Anna y Carlo.

## Literatura
Escribió la novela Todos tienen razón (Anagrama, 2011) que en Italia cosechó el aplauso de la crítica y el público y que fue finalista del Premio Strega. Posteriormente, publicó Tony Pagoda y sus amigos (Alfabia, 2014), recuperando el personaje de su primera novela en una serie de relatos que ahondan en el mundo del cantante de Nápoles, cuya forma de entender la vida tiene fuertes vasos comunicantes con Jep Gambardella, protagonista del filme La gran belleza. El libro contiene un prólogo del cineasta Eduardo Chapero-Jackson que ahonda sobre las nociones de lo kitsch y el binomio humor/solemnidad tanto en la literatura como en el cine de Sorrentino. 
Su última novela hasta la fecha es La juventud (Plataforma Novela, 2016), novela que inspiró al filme homónimo protagonizado por Michael Caine, Harvey Keitel y Rachel Weisz. 
En cuanto a su faceta como escritor de guiones Sorrentino ha llegado a ganar un concurso de guiones, el Premio Solinas, y lo hizo con un trabajo llamado Dragoncelli di fuoco. Además, ha reconocido que la escritura es lo que más le seduce dentro del arte cinematográfico y espera en un futuro dejar la dirección para centrarse solamente en su faceta escritural.

## Estilo
Sus películas muestran una mezcla de estilo surrealista, barroco y existencialista que cuestiona el sentido de la vida, el poder y la religión. Sorrentino rompe claramente las barreras del cine comercial para expresar arte de alta calidad con una sensibilidad estética que nos recuerda a Federico Fellini y Ingmar Bergman.

## Filmografía
- Un hombre de más (L'uomo in più) (2001)
- Las consecuencias del amor (Le conseguenze dell'amore) (2004)
- El amigo de la familia (L'amico di famiglia) (2006)
- Il divo (2008)
- This Must Be the Place (2011)
- La gran belleza (La grande bellezza) (2013)
- Youth (2015)
- The Young Pope (serie televisiva) (2016)
- Silvio (y los otros) (Loro) (2018)
- The New Pope (serie televisiva) (2019)
- Fue la mano de Dios (È stata la mano di Dio) (2021)
- Parthenope (2024)

## Premios y nominaciones
Premios Óscar
| Año  | Categoría                 | Trabajo nominado    | Resultado |
| ---- | ------------------------- | ------------------- | --------- |
| 2014 | Mejor película extranjera | La gran belleza     | Ganador   |
| 2021 | Mejor película extranjera | Fue la mano de Dios | Nominado  |

Premios Goya
| Año  | Categoría              | Trabajo nominado    | Resultado |
| ---- | ---------------------- | ------------------- | --------- |
| 2013 | Mejor película europea | La gran belleza     | Nominado  |
| 2021 | Mejor película europea | Fue la mano de Dios | Nominado  |

Festival de Cannes
| Año  | Categoría                              | Trabajo nominado          | Resultado |
| ---- | -------------------------------------- | ------------------------- | --------- |
| 2004 | Palma de Oro                           | Le conseguenze dell'amore | Nominado  |
| 2008 | Palma de Oro                           | Il divo                   | Nominado  |
| 2008 | Premio del Jurado (Festival de Cannes) | Il divo                   | Ganador   |
| 2011 | Palma de Oro                           | This Must Be the Place    | Nominado  |
| 2011 | Premio del Jurado Ecuménico            | This Must Be The Place    | Ganador   |
| 2013 | Palma de Oro                           | La gran belleza           | Nominado  |

Nastro d'argento
| Año  | Categoría                     | Trabajo nominado          | Resultado |
| ---- | ----------------------------- | ------------------------- | --------- |
| 2002 | Mejor director debutante      | L'uomo in più             | Ganador   |
| 2002 | Mejor guion                   | L'uomo in più             | Nominado  |
| 2005 | Director de la mejor película | Le conseguenze dell'amore | Nominado  |
| 2005 | Mejor argumento               | Le conseguenze dell'amore | Ganador   |
| 2007 | Mejor argumento               | L'amico di famiglia       | Nominado  |
| 2009 | Director de la mejor película | Il divo                   | Ganador   |
| 2009 | Mejor guion                   | Il divo                   | Ganador   |
| 2012 | Director de la mejor película | This Must Be the Place    | Ganador   |
| 2012 | Mejor guion                   | This Must Be the Place    | Nominado  |
| 2013 | Director de la mejor película | La gran belleza           | Nominado  |
| 2013 | Mejor guion                   | La gran belleza           | Nominado  |

David de Donatello
| Año  | Categoría                | Trabajo nominado          | Resultado |
| ---- | ------------------------ | ------------------------- | --------- |
| 2002 | Mejor director debutante | L'uomo in più             | Nominado  |
| 2002 | Mejor guion              | L'uomo in più             | Nominado  |
| 2005 | Mejor película           | Le conseguenze dell'amore | Ganador   |
| 2005 | Mejor director           | Le conseguenze dell'amore | Ganador   |
| 2005 | Mejor guion              | Le conseguenze dell'amore | Ganador   |
| 2009 | Mejor película           | Il divo                   | Nominado  |
| 2009 | Mejor director           | Il divo                   | Nominado  |
| 2009 | Mejor guion              | Il divo                   | Nominado  |
| 2012 | Mejor película           | This Must Be the Place    | Nominado  |
| 2012 | Mejor director           | This Must Be the Place    | Nominado  |
| 2012 | Mejor guion              | This Must Be the Place    | Ganador   |

BAFICI
| Año  | Categoría               | Trabajo nominado | Resultado |
| ---- | ----------------------- | ---------------- | --------- |
| 2002 | Mejor película          | L'uomo in più    | Nominado  |
| 2002 | Premio joven del jurado | L'uomo in più    | Ganador   |